# Mokre (gmina w województwie lubelskim)
Mokre (początkowo Lipsko; od 1973 Zamość) – dawna gmina wiejska istniejąca do 1954 roku oraz przejściowo w 1973 roku w woj. lubelskim. Siedzibą gminy było Mokre.
Gmina Mokre powstała pod koniec XIX wieku, w Królestwie Polskim, w powiecie zamojskim w guberni lubelskiej z obszaru dotychczasowej gminy Lipsko.
W 1919 roku gmina weszła w skład woj. lubelskiego. Po wojnie gmina zachowała przynależność administracyjną. Według stanu z dnia 1 lipca 1952 roku gmina składała się z 19 gromad. Gminę zniesiono 29 września 1954 roku wraz z reformą wprowadzającą gromady w miejsce gmin.
Gminę reaktywowano 1 stycznia 1973 roku w powiecie zamojskim, w woj. lubelskim.  W jej skład weszły sołectwa Białowola, Hubale, Lipsko, Lipsko-Kosobudy, Lipsko-Polesie, Mokre, Płoskie, Wieprzec, Wierzchowiny, Wólka Wieprzecka, Wychody, Zalesie, Zarzecze, Zwódne, Żdanów i Żdanówek.
12 października 1973 do gminy Mokre przyłączono z gminy Łabunie miejscowości Jatutów, Kalinowice, Pniówek i Wólka Panieńska oraz z gminy Sitno wieś Szopinek (łącznie 28,84 km²), po czym gmina Mokre została zniesiona: siedzibę gminy Mokre przeniesiono z Mokrego do Zamościa a nazwę gminy zmieniono na gmina Zamość; ponadto część obszaru sołectwa Płoskie z gminy Mokre przyłączono do Zamościa (to ostatnie dopiero  9 grudnia 1973).